# Medal Służby Ogólnej w Indiach (1909)
Medal Służby Ogólnej w Indiach 1909 (ang. India General Service Medal 1909, skr. „1909 IGSM”) – jeden z medali kampanii brytyjskich ustanowiony w roku 1909.

## Zasady nadawania
Medalem nagradzano oficerów i żołnierzy armii Brytyjskiej i Indyjskiej.
1909 IGSM był wydawany za wiele ważnych kampanii zbrojnych w Indiach pomiędzy rokiem 1908 i 1935. Każda bitwa lub akcja reprezentowana jest przez odpowiednią klamrę na wstążce medalu, usankcjonowano ich 12.
Nagrodzeni przez Mentioned in Dispatches (MID) po 11 sierpnia 1920 mogli przyczepiać brązowy emblemat liścia dębu na wstążce.

## Klamry medalu
Medal mógł mieć na wstążce maksymalnie 5 lub 6 klamer z poniższych:
North West Frontier 1908
medal bity z brązu dla indyjskiego personelu, klamra nadawana była za służbę w Zakka Khel lub ekspedycję przeciwko plemionom Mohmand na północno-zachodnich kresach Indii w 1908.
Abor 1911–12
medal bity z brązu dla indyjskiego personelu, klamra nadawana była za służbę przeciwko plemionom Abor w północno-zachodnich Indiach pomiędzy 6 października 1911 i 20 kwietnia 1912.
Afghanistan N.W.F. 1919
najczęściej nadawana za służbę podczas III wojny afgańskiej od 6 maja do 8 sierpnia 1919. Wojna zaczęła się, gdy afgańskie wojska wspomagane przez niektóre plemiona rozpoczęły letnią inwazję Indii.
Mahsud 1919–20
III wojna afgańska spowodowała, że żadne plemię nie było już zagrożone tak jak plemię Mahsud, klamra wydawana za służbę pod dowództwem generała Skeena pomiędzy 19 grudnia 1919 i 8 kwietnia 1920. Najczęściej wydawana razem z klamrą Waziristan 1919-21, aczkolwiek medal z samą klamrą Mahsud nie był czymś niezwykłym.
Waziristan 1919–21
za służbę przeciwko Tochi Waziris, Wana Waziris i Mahsud na północno-zachodnich kresach pomiędzy majem 1919 i styczniem 1921. Często nadawana z klamrą Mahsud ale równie często sama, za służbę w Kolumnach Tochi i Derajat na liniach komunikacyjnych i za inną służbę w Waziristanie.
Malabar 1921–22
za służbę podczas tłumienia rebelii Moplah w Malabarze, w zachodnich Indiach, pomiędzy 20 sierpnia 1921 i 25 lutego 1922.
Waziristan 1921–24
za służbę podczas ustanawiania kantonów Razmak i Wana oraz realizacji projektu budowy drogi przez Waziristan pomiędzy 21 grudnia 1921 i 31 marca 1924. Te operacje były częścią nowej strategii redukującej, ewentualnie eliminującej odradzające się plemiona napadające zamieszkane przez regularne wojska dystrykty wewnątrz Waziristanu, będące w gotowości do natychmiastowej reakcji na każdą powstającą rebelię.
Waziristan 1925
bardzo rzadka klamra nadawana pilotom z Royal Air Force za operacje w Waziristanie pomiędzy 9 marca i 1 maja 1925. Tylko 47 oficerów lotnictwa i 214 pilotów otrzymało tę klamrę.
North West Frontier 1930–31
za służbę podczas rebelii Red Shirt i Afridi na północno-zachodnich kresach Indii pomiędzy 23 kwietnia 1930 i 22 marca 1931. Kiedy Afridi powstali rozpoczęła się tradycyjna plemienna rewolta. Rebelia Red Shirt miała naturę polityczną, zainspirowaną przez indyjskie ruchy niepodległościowe, rozprzestrzeniające się na resztę obszaru Indii.
Burma 1930–32
za służbę podczas rebelii Saya San pomiędzy 22 grudnia 1930 i 25 marca 1932.
Mohmand 1933
za służbę podczas ekspedycji Mohmand, którą dowodził Brygadier Claude Auckinleck pomiędzy 29 lipca i 3 października 1933.
North West Frontier 1935
za służbę podczas operacji przeciwko plemionom Mohmand pomiędzy 12 stycznia i 3 listopada 1935.

## Opis medalu
Medal był bity w Królewskiej Mennicy w Londynie i w Kalkucie w Indiach. Główna różnica pomiędzy tymi wersjami była taka, że medal londyński był bardziej bogato wykończony.
Awers:
- popiersie króla Edwarda VII (tylko na klamrze North West Frontier 1908)
- popiersie króla Jerzego V z inskrypcją GEORGIVS V KAISAR-I-HIND (z klamrami od Abor 1911-12 do Waziristan 1925)
- popiersie króla Jerzego V z inskrypcją GEORGIVS V D G BRITT OMN REX ET INDIAE IMP (z trzema ostatnimi klamrami)

Rewers: przedstawia Fort Jamrud w Khyber Pass, pod spodem napis INDIA